# Queensland Maroons
Die Queensland Maroons sind das Auswahlteam der Queensland Rugby League in der jährlich ausgetragenen State-of-Origin-Serie, einem der größten Sportevents Australiens. Dabei treten die besten Spieler, die ihre Rugby-League-Karriere in Queensland begannen, gegen die New South Wales Blues an. Ursprünglich absolvierten die Maroons auch internationale Test Matches gegen Nationalmannschaften anderer Länder. Seine Heimspiele trägt das Team im Suncorp Stadium in Brisbane aus.

## Geschichte
Die Rugby-League-Auswahl von Queensland absolvierte ihr erstes Spiel im Jahr 1908 gegen eine Auswahlmannschaft der New South Wales Rugby League und unterlag dabei mit 0:43. Das Team trat fortan des Öfteren auch gegen Nationalmannschaften aus Neuseeland oder Europa an, der Hauptfokus lag aber auf den Duellen mit dem südlichen Nachbarn. Abgesehen von einer kurzen Erfolgsperiode der Maroons in den 1920er Jahren dominierte New South Wales das Duell der beiden australischen Bundesstaaten. 1956 brachte die Legalisierung von Spielautomaten in Sydney den Vereinen der New South Wales Rugby League Premiership eine neue Einnahmequelle, und immer mehr erfolgreiche Spieler aus Queensland zogen nun wegen der besseren finanziellen Perspektive nach Süden. Da die Auswahlteams damals noch nicht nach Herkunft, sondern nach Vereinszugehörigkeit zusammengestellt wurden, dominierte New South Wales fortan noch stärker und die Duelle der Blues und Maroons büßten immer mehr an Attraktivität ein.
Mit der Einführung von State of Origin im Jahr 1980 änderte sich dies schlagartig. Die Spieler traten nun nicht mehr für den Staat an, dem ihr Verein entstammte, sondern für jenen, in dem sie zum ersten Mal Rugby League gespielt hatten. Dadurch verlor New South Wales seine Vormachtstellung gegenüber Queensland, sodass die Maroons bereits die ersten vier Austragungen des neuen Wettbewerbs für sich entscheiden konnten. Insgesamt gewann Queensland bisher 23, New South Wales lediglich 13 Serien. Zwischen 2006 und 2013 waren die Maroons gar acht Mal in Folge siegreich. Am 8. Juli 2015 gelang Queensland mit 52:6 der höchste Sieg in der Geschichte von State of Origin.

## Individuelle Rekorde
Stand: 2013
- Meiste Spiele: 36, Darren Lockyer (1999–2011)
- Meiste Spiele als Kapitän – 30, Wally Lewis (1981–1991)
- Meiste Versuche: 15, Greg Inglis (2006–)
- Meiste Punkte: 162, Jonathan Thurston (2005–)
- Meiste Spiele in Folge: 27, Jonathan Thurston (2005–)

## Trainer
| Name           | Jahre                  |
| -------------- | ---------------------- |
| John MacDonald | 1980                   |
| Arthur Beetson | 1981–84, 1989–90       |
| Des Morris     | 1985                   |
| Wayne Bennett  | 1986–88, 1998, 2001–03 |
| Graham Lowe    | 1991–92                |
| Wally Lewis    | 1993–94                |
| Paul Vautin    | 1995–97                |
| Mark Murray    | 1999–2000              |
| Mal Meninga    | 2006–                  |